# Stefan Ziethen
Stefan Ziethen (* 20. Februar 1971 in Köln) ist ein deutscher Komponist.

## Leben
Seit 1989 komponierte Stefan Ziethen Musik für mehrere Theateraufführungen. Er studierte Germanistik und Musik an der Universität zu Köln. Seit 1995 ist er staatlich geprüfter Chorleiter. Von 1996 bis 1999 studierte er Filmkomposition an der Filmakademie Baden-Württemberg. Seit 1999 ist er als Komponist selbständig tätig. Neben Filmproduktionen wie Vorsicht Schwiegermutter! und Klitschko schrieb Ziethen unter anderem auch die Musik zu der Hörspielserie Peter Lundt.

## Filmografie (Auswahl)
- 2000: Höllische Nachbarn – Nur Frauen sind schlimmer
- 2001: Die Großstadt-Sheriffs
- 2001: Polizeiruf 110 – Bis unter die Haut (Fernsehreihe)
- 2002: Polizeiruf 110 – Grauzone
- 2003:  Der letzte Lude
- 2003: Polizeiruf 110 – Abseitsfalle
- 2005: LOve & MOtion
- 2005: Vorsicht Schwiegermutter!
- 2006: Polizeiruf 110 – Schneewittchen
- 2006: Polizeiruf 110: Bis dass der Tod euch scheidet
- 2006: Wilsberg: Tod auf Rezept
- 2007: Vertraute Angst
- 2008: Familie ist was Wunderbares
- 2008: Polizeiruf 110 – Geliebter Mörder
- 2008: Kommissarin Lucas – Wut im Bauch
- 2009: Wilsberg: Doktorspiele
- 2009: Wilsberg: Der Mann am Fenster
- 2009: Polizeiruf 110 – Alles Lüge
- 2010: Freche Mädchen 2
- 2010: Wilsberg: Bullenball
- 2011: Klitschko
- 2014: Nowitzki. Der perfekte Wurf
- 2015: Tatort: Preis des Lebens
- 2018: Marie Brand und der Duft des Todes
- 2022: Ganz normale Männer – Der „vergessene Holocaust“